# Hendrik Weydandt
Hendrik Weydandt (Gehrden, 16 luglio 1995) è un ex calciatore tedesco, di ruolo attaccante.

## Caratteristiche tecniche
È un centravanti.

## Carriera
Ha esordito in Bundesliga il 25 agosto 2018 con la maglia dell'Hannover 96 in occasione dell'incontro pareggiato 1-1 contro il Werder Brema, match in cui ha trovato anche la prima rete fra i professionisti.
Si è ritirato al termine della stagione 2022-2023 per lavorare nell'azienda del padre.